# Параскева
Пара́скева — християнське жіноче ім'я. Походить від грец. Παρασκευή, утвореного від παρασκευή — «очікування», а також «переддень суботнього свята», «п'ятниця».
Українські народні форми — Параскевія, Парасковія, Параска, Просків'я.  Зменшені форми — Параска, Парасонька, Парасочка, Парася, Парасинка, Парасиця, Парасуня, Парана, Паранка, Параня, Паранька, Параньця, Паша.

## Іменини
- За православним календарем (новий стиль) — 8 квітня, також неділя після 7 лютого (мучениця Параскева Кочнева), 7 березня, також неділя після 7 лютого (преподобномучениця Параскева Макарова), 5 грудня, також неділя після 7 лютого (сповідниця Параскева Матієшина), 11 грудня, також неділя після 7 лютого (мучениця Параскева Федорова), 5 жовтня (юродива Параскева Дівеєвська), 12 вересня, 27 жовтня (Параскева Петка), 10 листопада (Параскева П'ятниця), 2 квітня (Параскева Римська), 8 серпня (преподобномучениця Параскева Римська)[2].
- За католицьким календарем — 20 березня (Параскева Римська)[3].

## Відомі носійки
- Параскева Римська — християнська мучениця II ст.
- Параскева Іконійська (м. Іконія, Мала Азія, 3-тє століття) — християнська свята й великомучениця.
- Параскева Сербська (серб. Света Петка, Света Параскева, Петка Трновска, народилася у c. Епібат, Сербія, жила в XI ст.) — свята.
- Преподобно-сповідниця Параскева (Матієшина)[4]